# Социалистическая рабочая партия (Великобритания)
Социалистическая рабочая партия, СРП (англ. Socialist Workers Party, SWP) — леворадикальная политическая партия Великобритании; крупнейшая (согласно её собственным утверждениям) революционная партия в стране на данный момент.

## Краткое описание
В числе массовых политических движений, которые были организованы СРП в разное время, — «Unite Against Fascism» (рус. Объединяйтесь против фашизма) и «Коалиция: Остановить войну» (англ. Stop the War Coalition). СРП имеет отдел по работе с промышленностью, который координирует работу партии в профсоюзах, а так студенческая секция, Socialist Workers' Student Society (рус. Студенческое сообщество рабочих-социалистов), которая имеет свои группы во многих университетах. В международном масштабе СРП является частью Международной социалистической тенденции.
Британская СРП издаёт еженедельную газету «Socialist Worker», ежемесячный журнал «Socialist Review» и ежеквартальный журнал «International Socialism», освещающий, в основном, вопросы теории. Под эгидой Социалистической рабочей партии выходит серия местных газет («Post Worker» и др.), международный бюллетень «Party Notes», различные брошюры и книги. У партии есть собственный издательский дом, Bookmark.

## Структура
Руководство СРП осуществляется Центральным комитетом и Национальным комитетом. Выборы в центральный комитет проходят ежегодно на общенациональной партийной конференции. В Национальный комитет СРП входят 50 членов партии, состав также избирается на ежегодной общенациональной партийной конференции. По данным на 2010 год членами ЦК СРП являлись: Крис Бамбери (англ. Chris Bambery), Вейман Беннетт (англ. Weyman Bennett), Майкл Брэдли (англ. Michael Bradley), Алекс Каллиникос, Джозеф Чунара (англ. Joseph Choonara), Ханна Ди (англ. Hannah Dee), Чарли Кимбер (англ. Charlie Kimber), Эми Лезер (англ. Amy Leather), Дэн Майер (англ. Dan Mayer), Джудит Орр (англ. Judith Orr), Колин Смит (англ. Colin Smith), Мартин Смит (англ. Martin Smith).

## История
Основы СРП Великобритании были заложены в 1950 году, когда свою первую конференцию провела Socialist Review Group, группировка, объединившаяся вокруг журнала «Socialist Review» и включавшая в себя первоначально восемь членов, которые разделяли идеи Тони Клиффа. Последний в своих аналитических работах пришёл к выводу, что Советский Союз — это бюрократическое государство капиталистического типа, за что был исключен из рядов Революционной коммунистической партии Великобритании.
Теоретическую базу группировки сформировали три работы: «Природа сталинской России» (англ. The Nature of Stalinist Russia), опубликованная бюллетенем RCP, «Классовая природа народных демократий» (англ. The Class Nature of the People’s Democracies) и «Марксизм и теория бюрократического коллективизма» (англ. Marxism and the Theory of Bureaucratic Collectivism).
Незначительная численность группировки позволила ей безболезненно влиться в ряды Лейбористской партии Великобритании с тем, чтобы здесь выйти на широкую аудиторию и заняться привлечением в свои ряды новых членов. Особую важность для SRG имела Лейбористская лига молодёжи (англ. Labour League of Youth), откуда в состав новой ячейки вскоре перешли 18 членов. В конце 1962 года организация стала называться International Socialism Group (IS). Постепенно, в результате активной работы в рамках «Движения за ядерное разоружение» и «Молодёжного движения лейбористов», IS сумела расширить ряды — до двухсот участников к 1964 году.
В 1965 году, когда многие члены Лейбористской партии, находившейся у власти, ощутили разочарование её политикой, появилась статья в Labour Worker призвавшая марксистов занимать в партии «должности, которые обеспечивают доступ к рабочим организациям». Статья ознаменовала поворот IS к работе с профсоюзами. Ключевую роль в этом смысле сыграла опубликованная в 1966 году брошюра «Incomes Policy, Legislation and Shop Stewards», которая критиковала политику контроля над ценами и доходами, взятую на вооружение правящей партией, и анализировала возможные способы борьбы с ней.

В 1968 году IS приняла активное участие в Кампании солидарности с Вьетнамом (англ. Vietnam Solidarity Campaign) и ряды её стали пополнять студенты, в этих акциях участвовавшие. В результате численность IS возросла с 400 до 1000 человек; при этом, однако, внутри организации возникли и разногласия. Так, конфликт разгорелся вокруг ирландского вопроса. Как писал Иэн Бёрчелл, «позиция IS всегда состояла в безоговорочной поддержке ИРА в её борьбе против империализма». Между тем, когда британские войска оккупировали Ольстер, Socialist Worker выступил против лозунга «Вывести войска!» (англ. Troops Out!). В статье, в частности, говорилось:
Передышка, предоставленная британскими войсками, кратковременна, но жизненно необходима. Те, кто призывают к немедленному выводу войск, прежде чем люди на баррикадах обретут возможность защищать себя, фактически призывают к погрому, который в первую очередь и сильнейшим образом ударит по социалистам. Оригинальный текст (англ.)The breathing space provided by the presence of British troops is short but vital. Those who call for the immediate withdrawal of the troops before the men behind the barricades can defend themselves are inviting a pogrom which will hit first and hardest at socialists.
Начало 1970-х годов в деятельности IS было отмечено массовым созданием региональных печатных изданий и организацией многочисленных заводских партийных ячеек. Газета Socialist Worker во время забастовки шахтеров 1972 года распространялась самими шахтерами. За два года (март 1972 — март 1974) численность IS возросла с 2351 до 3310 членов, причём значительную часть новоприбывших составляли представители ручного труда. Позже Тони Клифф писал, что 1970—1974 были лучшими годами в его жизни.

### Образование Социалистической рабочей партии
В 1974 году лейбористами был принят так называемый «социальный контракт», предполагавший ограничение роста заработной платы и поддержанный многими профсоюзными лидерами, в частности, Хью Скэнлоном и Джеком Джонсом. Активность профсоюзов (на фоне роста безработицы) стала падать. Если в 1974 году руководство IS было полно оптимизма, обещая в течение следующего года удвоить число своих представительств на предприятиях, то к 1976 году выяснилось, что число их напротив резко сократилось — с 38 (в 1974 году) до трёх. Когда в 1977 году британские пожарные объявили забастовку, протестуя против условий «социального контракта», IS уже не смогла оказать им существенную поддержку. В 1976 году организация попыталась принять участие в парламентских выборах и потерпела неудачу.
В январе 1977 года IS была переименована в Социалистическую рабочую партию. Основной тактической целью её было объявлено участие в следующих выборах, причем в работе предполагалось инициировать новые политические акции, а не просто присоединяться к тем, что организуются другими. При этом, как отмечал Мартин Шоу, шагу этому не предшествовали реальные дискуссии внутри организации. Джим Хиггинс утверждал, что переименование явилось исключительно следствием внутренней борьбы и целью своей имело — «скрыть тот факт, что вместо повсеместного наступления партия отступает на всех фронтах».

### Антинацистская лига и Рок против расизма
Заметную роль СРП сыграла в организации кампании Антинацистская лига (англ. Anti-Nazi League, ANL), явившейся реакцией на усиление Британского Национального фронта. В мае 1976 года на местных выборах он имел заметный успех, в частности, получил 15 340 голосов в Лестере. 13 августа 1977 года тысячи антифашистов вышли на улицы, чтобы остановить марш неонацистов в Люишеме. Этот инцидент послужил толчком к образованию Антинацистской лиги. Основным инициатором выступила СРПВ, поддержанная лейбористским левым крылом, а также Коммунистической партией Великобритании и различными троцкистскими группами.
В 1979 начинает своё развитие движение Oi!, одни из основателей которых, а именно Angelic Upstarts, активно поддерживали и даже голосовали за эту партию. После выхода дебютного сингла «The Murder of Liddle Towers» (с «Police Oppression» — на обороте) полицейские преследования стали частью жизни Angelic Upstarts. Те, со своей стороны, отвечали контрударами: со страниц журнала партии Rebel группа обвинила полицию в пособничестве неофашистам, а в апреле 1979 года дала беспрецедентный концерт в тюрьме «Аклингтон» англ. Acklington Prison, где едва не вызвали бунт своими антиполицейскими гимнами и антитэтчеровскими призывами. Группа нередко вступала в физическое противоборство с крайне правыми.
В ответ на выступление Эрика Клэптона в поддержку Эноха Пауэлла была создана организация Рок против расизма, начавшая свою деятельность в тесном сотрудничестве с ANL. В числе музыкантов, оказавших активную поддержку RAR, были The Clash, The Buzzcocks, Steel Pulse, X-Ray Spex, The Ruts, Generation X, Tom Robinson Band, Angelic Upstarts. К 1981 году NF сократился в численности, и кампания RAR постепенно также сошла на нет.

### Период спада
Начиная с 1978 года в партии возобладало мнение, что период активных действий подошёл к концу; убедили в этом и лидера Тони Клиффа. К 1982 году SWP сконцентрировалась на пропагандистской деятельности и вопросах развития марксистской теории, практически отказавшись от идеи строительства широкомасштабного движения на местах. Изменение политики партии многими британскими левыми было встречено с недоумением. Но именно эта смена тактики позволила партии пережить трудный период, сохранив значительную часть своих членов.

### 1990-е годы — настоящее время
В начале 1990-х годов левые силы в Британии оказались деморализованы и дезориентированы распадом Советского Союза. Однако SWP увидела в этом лишь подтверждение своей давней идеи о том, что СССР был страной государственного капитализма. Её идеологи сочли, что «переход от государственного капитализма к капитализму международному — это ни шаг назад, ни шаг вперед; это — шаг в сторону. Изменение знаменует всего лишь переход от одной формы эксплуатации к другой рабочего класса в целом».
SWP приняла участие в кампании против Poll Tax в Англии, а также возродила в 1992 году ANL в ответ на рост Британской национальной партии, провела серию акций против Criminal Justice Bill с памятным слоганом: «Kill the Bill».
В 1997 году, находясь в противостоянии с Тони Блэром, партия всё же призвала своих сторонников голосовать за лейбористов, причем за этим скрывалась надежда, что многие в «новых лейбористах» разочаруются и в результате пополнят ряды левых. Джон Рис писал в 1997 году: «На промежуточных выборах садо-монетаристская стратегия лейбористского правительства будет все более остро конфликтовать с рабочим движением, исполненным надежд и уверенности после победы над тори».
В последние годы SWP участвовала в деятельности Социалистического альянса в Англии и Уэльсе, создании Социалистическую рабочей платформы в Шотландии. Социалистический альянс в Англии и Уэльсе вступил в союз с коалицией Respect и вышедшим из Лейбористской партии Джорджем Гэллоуэем; этот союз распался после того, как от него откололось левое крыло. В Шотландии SWP продолжала существовать как платформа Шотландской социалистической партии, но в августе 2006 года решила порвать с последней и объединить усилия с Томми Шериданом и движением Solidarity.
В 2013 году партию потряс серьёзный кризис в результате того, что руководство СРП утаило скандал вокруг обвинений бывшего своего высокопоставленного члена в сексуальном насилии против молодой активистки партии. Несколько известных членов СРП, включая публициста Ричарда Сеймура, писателя Чайну Мьевилля и историка Колина Баркера, подвергли действия руководства критике и покинули ряды партии. По словам Алекса Каллиникоса в июне 2014 года, из партии вышло порядка 700 членов.  Отколовшиеся создали новую организацию «Революционный социализм в 21 веке» (Revolutionary Socialism in the 21st Century), сокращённо rs21.